# José Alfredo Jiménez
José Alfredo Jiménez Sandoval  (Dolores Hidalgo, Guanajuato, 19 de enero de 1926-Ciudad de México, 23 de noviembre de 1973), conocido también como “El Rey de la Canción Ranchera”, o simplemente "El Rey", fue un actor y cantautor mexicano. Jiménez fue el autor de temas representativos musicales de la música ranchera y el mariachi.

## Biografía y carrera
Hijo de Agustín Jiménez Tristán y de Carmen Sandoval Rocha, nació en la ciudad de Dolores Hidalgo, en el estado mexicano de Guanajuato, donde pasó sus primeros años de vida, hasta poco después de la muerte de su padre en 1936, quien era dueño de una farmacia denominada "San Vicente". José Alfredo tenía tres hermanos: Concepción, Víctor e Ignacio.[cita requerida]
A los once años llegó a Ciudad de México donde desde adolescente empezó a componer sus primeras canciones. Su madre abrió una pequeña tienda que no prosperó, por lo que José Alfredo tuvo que contribuir a la economía familiar y desempeñó múltiples oficios, entre ellos, el de camarero; fue además jugador de fútbol. Participó en los equipos Oviedo y Marte de la primera división de fútbol mexicano, en la posición de portero, llegando a coincidir como compañero de equipo con Antonio "La Tota" Carbajal. Más tarde, fue miembro de un grupo llamado "Los Rebeldes".[cita requerida]
El restaurante donde trabajaba, "La Sirena", era frecuentado por Andrés Huesca, quien escuchó algunos de los temas del entonces joven cantautor, entre los cuales estaba "Cuando el destino" (canción en la que José Alfredo tenía mucha fe) y "Yo"; Huesca decide grabar esta última inmediatamente y a raíz de ahí cantó en 1948 por primera vez en la emisora de radio XEX-AM y meses después en la XEW-AM, en la que se catapultó a la fama.
Le regaló a su novia Paloma Gálvez la canción Paloma Querida, y ella buscó a Jorge Negrete quien era el máximo intérprete de la canción mexicana en ese momento para que la cantara, Jorge Negrete quedó maravillado con la letra y grabó un disco con canciones de José Alfredo Jiménez siendo un éxito arrollador para ambos. 
Se casó con Paloma Gálvez con quien tuvo dos hijos, José Alfredo y Paloma. Posteriormente, en la relación que sostuvo con Mary Medel, tuvieron cuatro hijos, Guadalupe, José Antonio, Martha y José Alfredo.[cita requerida]
Entre las casi 300 canciones que llegó a componer a lo largo de su vida, se encuentran corridos, huapangos y música ranchera. "El Rey", "La Media Vuelta", "El Jinete" y "Si nos dejan" siendo parte de los éxitos.
José Alfredo convivió en sus últimos años de vida con la entonces joven cantante mexicana Alicia Juárez, a quien conoció en 1966, cuando ella tenía 17 años, y con la que se casó en 1970. Con ella grabó un álbum en 1972.[cita requerida]

### Muerte

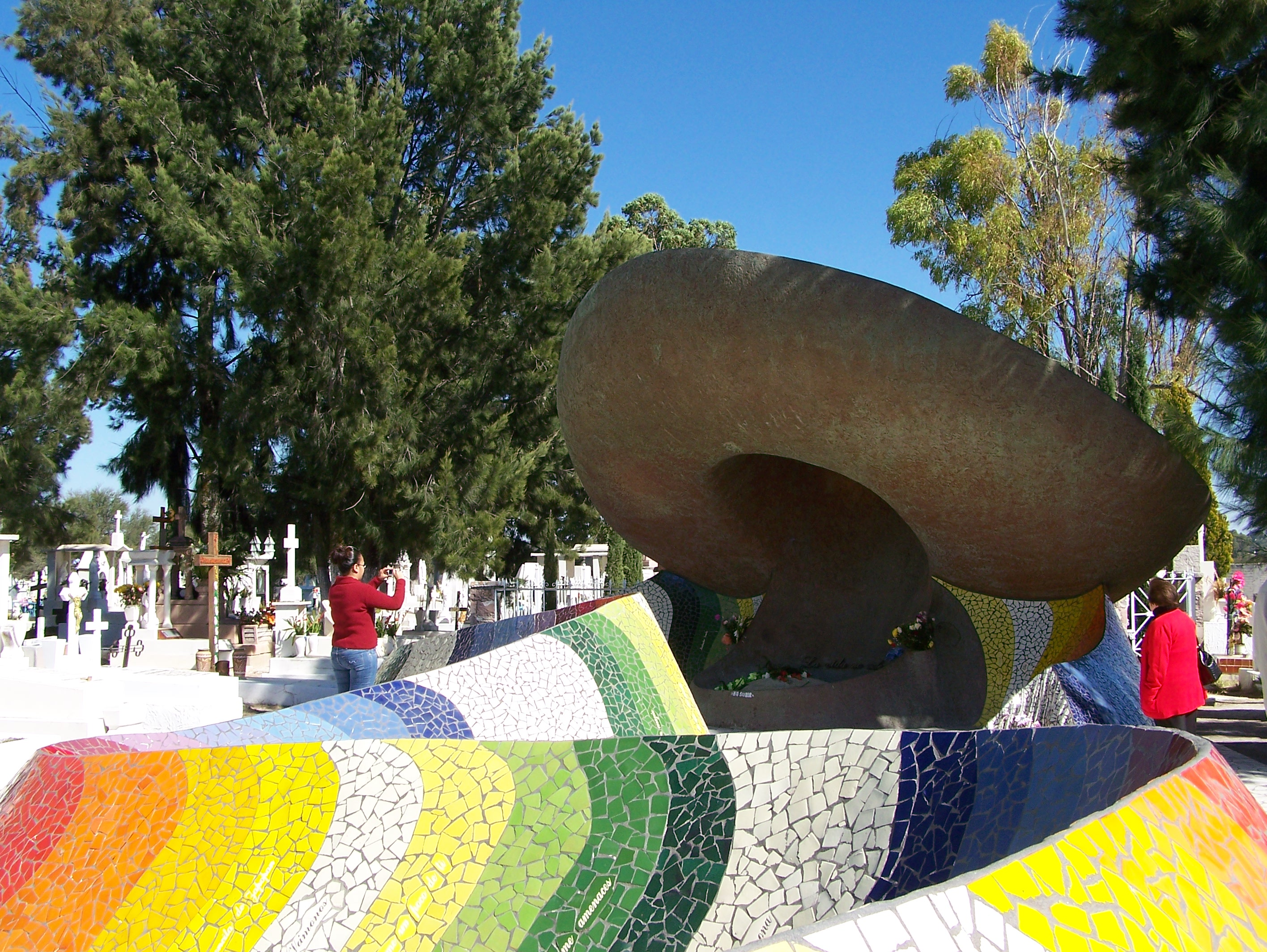
Tumba de José Alfredo Jiménez. Se encuentra ubicada en el Panteón municipal de Dolores Hidalgo.

José Alfredo Jiménez murió en la Ciudad de México, el 23 de noviembre de 1973, a la edad de 47 años, a consecuencia de una cirrosis hepática que padecía. Su cuerpo fue enterrado en el Panteón Municipal de Nuestra Señora de los Dolores, ubicado en Dolores Hidalgo.

## Legado
Jiménez fue interpretado por el actor Leonardo Daniel en la película Pero sigo siendo el rey (1988), una cinta biográfica sobre su vida.

## Filmografía
- La loca de los milagros (1975)
- La chamuscada (Tierra y libertad) (1971)
- El caudillo (1968)
- Arrullo de Dios (1967)
- Me cansé de rogarle (1966)
- Audaz y bravero (1965)
- Escuela para solteras (1965)
- La sonrisa de los pobres (1964)
- Las hijas del Amapolo (1962)
- Juana Gallo (1961)
- El hombre del alazán (1959)
- Cada quién su música (1959)
- Mis padres se divorcian (1959)
- Ferias de México (1959)
- Guitarras de medianoche (1958)
- La feria de San Marcos (1958)
- Pura vida (1956)
- Tres bribones (1955)
- Camino de Guanajuato (1955)
- Los aventureros (1954)
- Ni pobres ni ricos (1953)
- El enamorado (1952)
- Ahí viene Martín Corona (1952)
- Los huéspedes de La Marquesa (¡Que rico mambo!) (1951)